# 伊利諾號戰艦 (BB-7)
伊利諾號戰艦（舷號BB-7）是一艘隸屬於美國海軍的戰艦，為伊利諾級戰艦的首艦。她是美軍第二艘以伊利諾州為名的軍艦。
伊利諾號在1897年於紐波特紐斯造船廠開始建造，並在1898年下水，最終在1901年服役。稍後伊利諾號曾作多次改裝，並參與美國大白艦隊（Great White Fleet）的環球航行。美國參與第一次世界大戰後，伊利諾號主要在外海訓練，並在1920年退役。1924年伊利諾號轉交民兵作訓練艦，最後於1956年除籍，並出售拆解。